# Гудим Богдан Іванович
Богда́н Іва́нович Гуди́м — старший лейтенант Збройних сил України.

## Біографія
Випускник Національної академії сухопутних військ імені гетьмана Петра Сагайдачного (2012). Спеціальність — «Управління діями підрозділів механізованих військ».
Командир механізованого взводу 24-ї окремої механізованої бригади оперативного командування «Північ» Сухопутних військ Збройних Сил України.
З перших днів російської збройної агресії на Сході України керував взводом на блокпостах у Донецькій області. Із взводу було створено штурмову групу, що під керівництвом Богдана Гудима брала участь у звільненні десятків населених пунктів Донецької і Луганської областей.

## Нагороди
21 жовтня 2014 року — за особисту мужність і героїзм, виявлені у захисті державного суверенітету та територіальної цілісності України, вірність військовій присязі під час російсько-української війни, відзначений — нагороджений орденом «За мужність» III ступеня.